# Usypisty Żleb (Kotelnica)

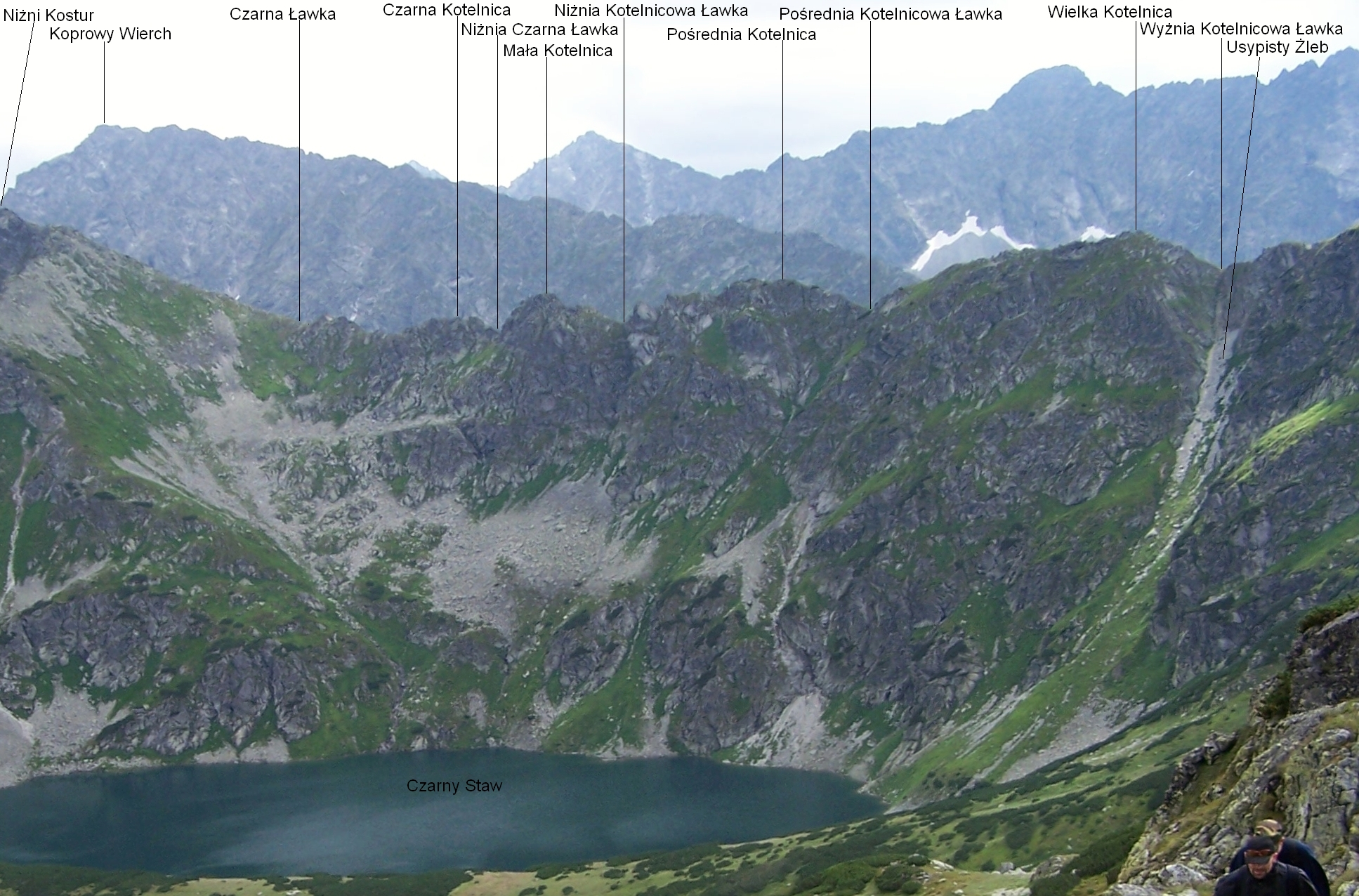

Usypisty Żleb – żleb na północnych zboczach grani Kotelnicy w polskich Tatrach Wysokich. Opada spod Wyżniej Kotelnicowej Ławki (1975 m) na duży Czarny Piarg u zachodnich brzegów Czarnego Stawu (1722 m) w Dolinie Pięciu Stawów Polskich. Jest bardzo stromy i piarżysty, zsypują się do niego skalne odłamki z Wielkiej Kotelnicy i Gładkiej Kotelnicy. Ma jedną, orograficznie lewą odnogę wcinająca się między dwa wierzchołki Gładkiej Kotelnicy.
Żleb ma deniwelację 253 m i długość 320 m, w górnej części jest bardziej stromy, niż w dolnej.